# Ulica Różany Targ w Poznaniu
Ulica Różany Targ – uliczka w Poznaniu na Starym Rynku, przebiegająca w części środkowej pomiędzy wieloma znanymi obiektami. Mimo swojego położenia jest bardzo zaniedbana. U jej wylotu stoi pręgierz, a przy skrzyżowaniu z ulicą Jana Baptysty Quadro studzienka Bamberki. Znajduje się przy niej szalet miejski. Żadna nieruchomość nie posiada numeracji przy tej ulicy.

## Nazewnictwo ulicy
| nazwa        | lata obowiązywania | źródło      |
| ------------ | ------------------ | ----------- |
| Wiankowa     | 1300 - 1700        | [ 5 ]       |
| Średnia      | 1700 - 1800        | [ 5 ]       |
| Kränzelgasse | 1800 - 1908        | [ 6 ] [ 5 ] |
| Mittelgasse  | 1908 - 1920        | [ 5 ]       |
| Ratuszowa    | 1920 - 1939        | [ 5 ]       |
| Am Rathaus   | 1939 - 1946        | [ 5 ]       |
| Ratuszowa    | 1946 - 1979        | [ 5 ]       |
| Różany Targ  | 1979 -             | [ 5 ]       |

## Zabudowa północna
- Ratusz poznański
- Waga miejska

## Zabudowa południowa
- Domki budnicze
- Galeria Miejska Arsenał
- Odwach